# Người dẫn chương trình thời tiết

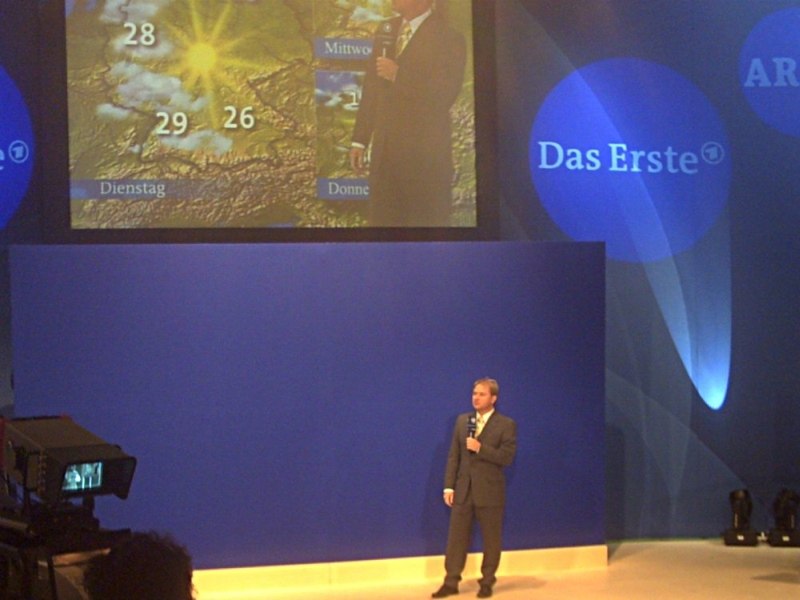
Một người dẫn chương trình thời tiết đang mô tả tình hình trước một tấm phông xanh.

Người dẫn chương trình thời tiết (tiếng Anh: weather presenter), cũng được gọi là biên tập viên dự báo thời tiết, biên tập viên thời tiết hay MC thời tiết, là người chuyên dẫn dắt chương trình dự báo thời tiết hàng ngày trên sóng phát thanh, truyền hình hoặc ở các bản tin trên mạng Internet.